# Condado de Power
O Condado de Power é um dos 44 condados do Estado americano do Idaho. A sede do condado é American Falls, que é também a sua maior cidade. O condado tem uma área de 3736 km² (dos quais 96 km² estão cobertos por água), uma população de 7538 habitantes, e uma densidade populacional de 2,1 hab/km² (segundo o censo nacional de 2000). O condado foi fundado em 1913, e o seu nome provém da primeira central hidroeléctrica construída na zona, a Barragem American Falls.